# Pere Calzada i Jubany
Pere Calzada i Jubany (Lleida, 24 de juny de 1903 – Nimes, 5 de juliol de 1999) fou un polític català. Venedor ambulant de roba, dirigent del PSUC de les Terres de Ponent, regidor i conseller de finances del Comitè municipal de Lleida.

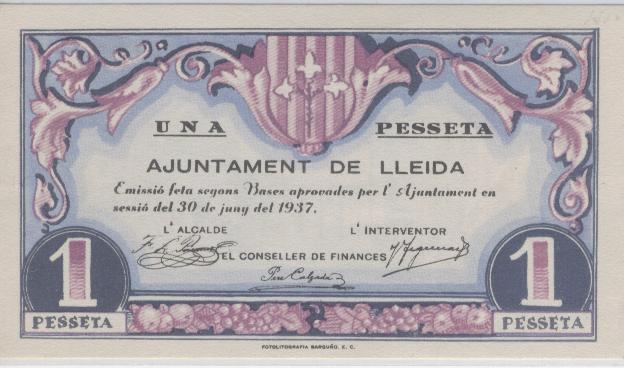
Bitllet d'una pesseta emés per l'ajuntament de Lleida

Nascut en una família menestral. Estudia a Barcelona a l'Escola Superior d'Alts Estudis Comercials de la Mancomunitat de Catalunya. El 1923 per evitar ser enviat a la guerra del Marroc fuig al Camerun, on treballa d'ajudant d'administració en una plantació de cacau. Torna a Catalunya el 1930 un cop acabada la dictadura de Primo de Rivera. Degut als fets del sis d'octubre es veu novament obligat a exiliar-se. En iniciar-se la Guerra Civil espanyola és nomenat cap d'avituallament del front d'Aragó i de la província de Lleida. El 30 de juny de 1937 entra a formar part del Comitè municipal de Lleida i com a conseller de finances signa els bitllets municipals de l'ajuntament. Amb la caiguda de la ciutat és mobilitzat amb el grau de tinent a l'Estat Major General de l'Exèrcit de Terra al servei de contraespionatge.
El 1939 s'exilia a França i és internat en els camps de concentració francesos d'Argelers i Agde. Quan esclata la Segona Guerra Mundial és incorporat a la 159ème Compagnie de Travailleurs Étrangers (CTE).
El 17 d'octubre del 1939 és encausat pel Tribunal de Responsabilidades Políticas de Lleida (TRP). El cas és sobresegut el 1943 i finalment arxivat el 1946.
No va tornar a residir a Catalunya i el 1948 va adquirir la nacionalitat francesa.